# Celleporaria magnirostris
Celleporaria magnirostris is een mosdiertjessoort uit de familie van de Lepraliellidae. De wetenschappelijke naam van de soort is voor het eerst geldig gepubliceerd in 1888 door MacGillivray.